# Regnault d'Angennes
Regnault d'Angennes, ou Renault d'Angennes, dit Sapin, seigneur, grand écuyer du roi, chambellan, officier de sénéchal.

## Biographie
Regnault d’Angennes (mort 1417), seigneur de La Loupe, de Poigny, de La Bonnière, de La Fortemaison et de Rambouillet, est né dans la riche et noble maison de la famille d'Angennes.
Il fut écuyer, puis écuyer tranchant du roi Charles VI de France en 1382. Il devint Grand écuyer et maître des portes de la sénéchaussée de Carcassonne en 1383.
En 1383, il épouse Jeanne ou Anne d’Angelliers, fille de Louis d’Angelliers et de Marie d’Harcourt. Ils auront deux fils :
- Jean Ier d’Angennes, chevalier, seigneur de Rambouillet et de La Loupe, panetier et chambellan du roi, capitaine du Louvre et gouverneur du Dauphiné (1414-1415), mort en 1417 (décapité par les Anglais à la prise de Rouen).
- Louis d’Angennes, écuyer d’honneur puis panetier du duc de Guyenne, Dauphin du Viennois, mort le 17 août 1424 lors de la bataille de Verneuil.

En 1384, il échange son hôtel particulier de Bouzenval à Rueil contre le château de Rambouillet, propriété de Guillaume Bernier, fils du prévôt de Paris Jean Bernier.
En 1392, il est désigné capitaine du château du Louvre, fonction qu'il assumera jusqu'en 1415.
En 1398, il est nommé conseiller et chambellan du roi.
En 1404, il devint capitaine des gardes du duc de Guyenne.
En 1413, Il est nommé ambassadeur vers le roi d'Angleterre.
En 1417 (février), décès.